# Ernesto Leandro Rodrigues Soares
Ernesto Leandro Rodrigues Soares (Mafra, 27 de fevereiro de 1887 — Lisboa, 17 de dezembro de 1966), mais conhecido por Ernesto Soares, foi um pedagogo, bibliógrafo e estudioso da história da gravura em Portugal, continuador do trabalho de Inocêncio Francisco da Silva.

## Biografia
Nasceu em Mafra, filho de Nazaré Rodrigues Soares e de seu marido, escrivão de Direito, José Rodrigues Soares. Estudou em Lisboa, onde foi aluno do Colégio de Campolide e depois da Escola Académica, onde concluiu o curso liceal.
Aos 23 anos, em 1910, casou com a filha de um farmacêutico de Mafra, vila onde se radica e inicia funções como escrivão de Direito, aparentemente destinado a seguir a ocupação paterna. A sua carreira de funcionário contudo cessa abruptamente quando em 1914 foi preso por ter aderido ao golpe monárquico de 20 de Outubro daquele ano, a Revolta da Água-Pé.
Foi julgado e condenado a 18 meses de prisão e 6 meses de multa a 20 centavos pela sua participação na revolta.
Expulso da função pública, quando libertado optou por residir em Lisboa, empregando-se como professor de Português e Latim no Colégio Académico. Transferiu-se depois para a Escola Lusitânia, da qual foi subdirector.
Dedicou-se ao estudo da iconografia, com destaque para a história da gravura e dos gravadores portugueses, matéria sobre a qual publicou em 1927 o seu primeiro trabalho de investigação. Viria a publicar grande número de trabalhos sobre estes temas, matéria de que se tornou um dos mais conhecidos investigadores.
Teve colaboração na revista Feira da Ladra  (1929-1943) e também no Boletim dos Museus Nacionais de Arte Antiga   (1939-1943).
Foi sócio da Associação dos Arqueólogos Portugueses, da Academia Portuguesa de Ex-Libris e da Academia Nacional de Belas-Artes.